# Jacques Remiller
Jacques Remiller, né le 13 avril 1941 à Condrieu (Rhône), est un homme politique français. Il a été élu maire UMP de Vienne (2001-2014), élu le 18 mars 2001 et réélu le 16 mars 2008.

## Biographie
Membre de l'Union pour la démocratie française, et maire de Vienne, il participe en 2002 à la création de l'Union pour la majorité présidentielle. Il est alors élu député sous l'étiquette UMP et a été secrétaire de la Commission des affaires étrangères de l'Assemblée nationale. Il est réélu député en 2007, et maire de Vienne en 2008.
En 2012, il est battu lors des élections législatives par le candidat PS Erwann Binet qui l'emporte par 417 voix d'avance, soit 50,57 % des suffrages dans la nouvelle 8e circonscription.
En novembre 2012, il déclare avoir l'intention de violer la loi sur le mariage pour tous au cas où celle-ci serait votée. À la suite de l'adoption du projet de loi ouvrant le mariage aux couples homosexuels, il annonce qu'il prendra un arrêté municipal afin de permettre à l'opposition municipale à Vienne de célébrer des unions homosexuelles.

## Mandats
- Du 18/03/2001 au 31/03/2014 : Maire de Vienne

- 21/03/1977 - 13/03/1983 : maire de Jardin (Isère)
- 14/03/1983 - 19/03/1989 : maire de Jardin (Isère)
- 18/03/1985 - 29/03/1992 : membre du conseil général de l'Isère
- 20/03/1989 - 18/06/1995 : maire de Jardin (Isère)
- 30/03/1992 - 22/03/1998 : vice-président du conseil général de l'Isère
- 19/06/1995 - 18/03/2001 : maire de Jardin (Isère)
- 16/03/1998 - 01/06/2002 : membre du conseil régional de Rhône-Alpes
- 23/03/1998 - 18/03/2001 : membre du conseil général de l'Isère
- 18/03/2001 - 16/03/2008 : maire de Vienne (Isère)
- 16/06/2002 - 17/06/2007 : député pour la XIIe législature, dans la circonscription de l'Isère (8e).
- 17/06/2007 - 17/06/2012 : député pour la XIIIe législature, dans la circonscription de l'Isère (8e).